# دهستان سویسه
دهستان سویسه، یکی از دهستان‌های بخش سویسه شهرستان کارون در استان خوزستان ایران است. مرکز این دهستان، روستای ابوناگه است.

## جمعیت
بر پایه سرشماری عمومی نفوس و مسکن در سال ۱۳۹۵، جمعیت دهستان سویسه برابر با ۱۱٬۴۵۱ نفر بوده است.